# إيرادات غير ضريبية
الإيرادات غير الضريبية (بالإنجليزية: Non-tax revenue)‏، أو هي إيرادات حكومية، لا تتولد من الضرائب. على سبيل المثال- إصدارات السندات، وأرباح الشركات المملوكة للدولة.

## أمثلة
- (المساعدات الحكومية): في الولايات المتحدة، يمكن اعتبار المنح الفيدرالية، إيرادات غير ضريبية للولايات المستقبلة، ومدفوعات التعادل.
- مساعدات من الخارج (مساعدات دولية).
- التكريم أو التعويضات التي تدفعها دولة أضعف إلى دولة أقوى، غالبًا كشرط للسلام، بعد المعاناة من الهزيمة العسكرية. تقدم تعويضات الحرب التي دفعتها القوى المركزية المهزومة بعد الحرب العالمية الأولى مثالاً معروفًا.
- قروض، أو اقتراضات أخرى، من الصناديق النقدية و/أو الحكومات الأخرى.
- الإيرادات، من الشركات المملوكة للدولة (على سبيل المثال، الإيرادات من اتحادات القطاع العام).
- الإيرادات (بما في ذلك الفوائد أو الأرباح) من صناديق الاستثمار (مخططات الاستثمار الجماعي)، أو صناديق الثروة السيادية، أو الاستثمار أو الأوقاف.
- الإيرادات، من بيع أصول، وممتلكات الدولة.
- الإيجارات، عقود الإمتياز، وعوائد الملكية الفكرية، التي تحصل عليها الدولة، عندما تتعاقد مع شركة خاصة، على حق الربح من بعض السلع أو الخدمات. ومن الأمثلة على ذلك عقود استخراج الموارد الطبيعية، مثل المعادن أو الأخشاب أو البترول والغاز الطبيعي أو الموارد البحرية، التي يتم جمعها بشكل خاص، بموجب ترخيص من الأراضي المملوكة للدولة.
- تحصيل الغرامات، ومصادرة الأصول كعقوبة. تشمل الأمثلة، غرامات وقوف السيارات، وتكاليف المحكمة المفروضة على الجناة.
- رسوم منح اللوائح أو إصدار التصاريح أو التراخيص. تشمل الأمثلة تصاريح تسجيل المركبات، ورسوم لوحة المركبات، ورسوم تسجيل المراكب، ورسوم البناء، ورخص القيادة، وتراخيص الصيد وصيد الأسماك، ورسوم الترخيص المهني، ورسوم التأشيرات أو جوازات السفر، ورسوم الهدم، وإعادة تحديد المناطق، وتصنيف الأراضي (التي تسبب الطمي.)، وأحيانًا لزيادة تصريف مياه الأمطار، وتدمير النباتات المحلية، وقطع الأشجار السليمة.
- يتم تحصيل رسوم المستخدم، مقابل استخدام العديد من الخدمات، والمرافق العامة. مثال ذلك، الرسوم المفروضة على استخدام الطرق ذات الرسوم.
- التبرعات، والمساهمات الطوعية للدولة.